# Gelmelzwaaiers

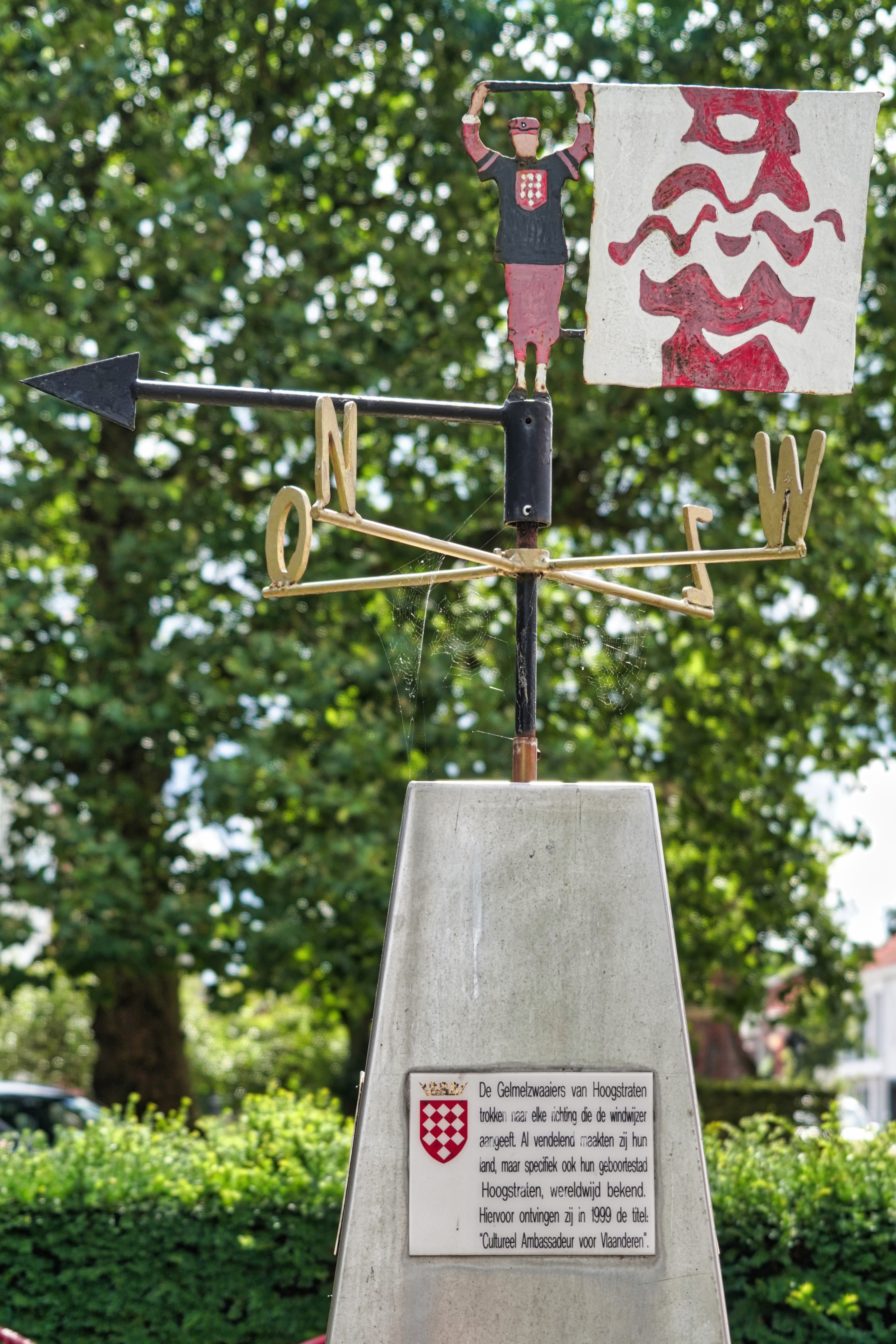
Monument van de Gelmelzwaaiers als Cultureel Ambassadeur van Vlaanderen (1999)

De Gelmelzwaaiers is een Hoogstratense vendeliersgilde, opgericht in 1972. In 1999 kwam er een tamboerkorps bij. Het uniform van de vendeliers komt uit de Bourgondische tijd. De vendeliers vendelen met grote en kleinere vlaggen. Deze vlaggen van de groep hebben als hoofdkleuren rood en wit, de kleuren van de stad Hoogstraten. De vlammen op de vlag symboliseren de vlag in beweging. Een witte vlag met het wapenschild van Hoogstraten staat symbool voor de groep. Boven dit wapenschild bevindt zich de kroon van de graaf. De vlag draagt het wapenschild van Antoon I van Lalaing, graaf van Hoogstraten van 1518 tot 1540, en vermeldt tevens de naam ‘Gelmelzwaaiers’ en ‘Hoogstraten’. In 1990 waren ze betrokken bij het ontstaan van het driejaarlijkse Internationaal Folklorefestival Hoogstraten.

## Media
- Internationaal Folklorefestival Hoogstraten 2017 op YouTube
- Gelmelzwaaiers uit Hoogstraten 2015 op YouTube

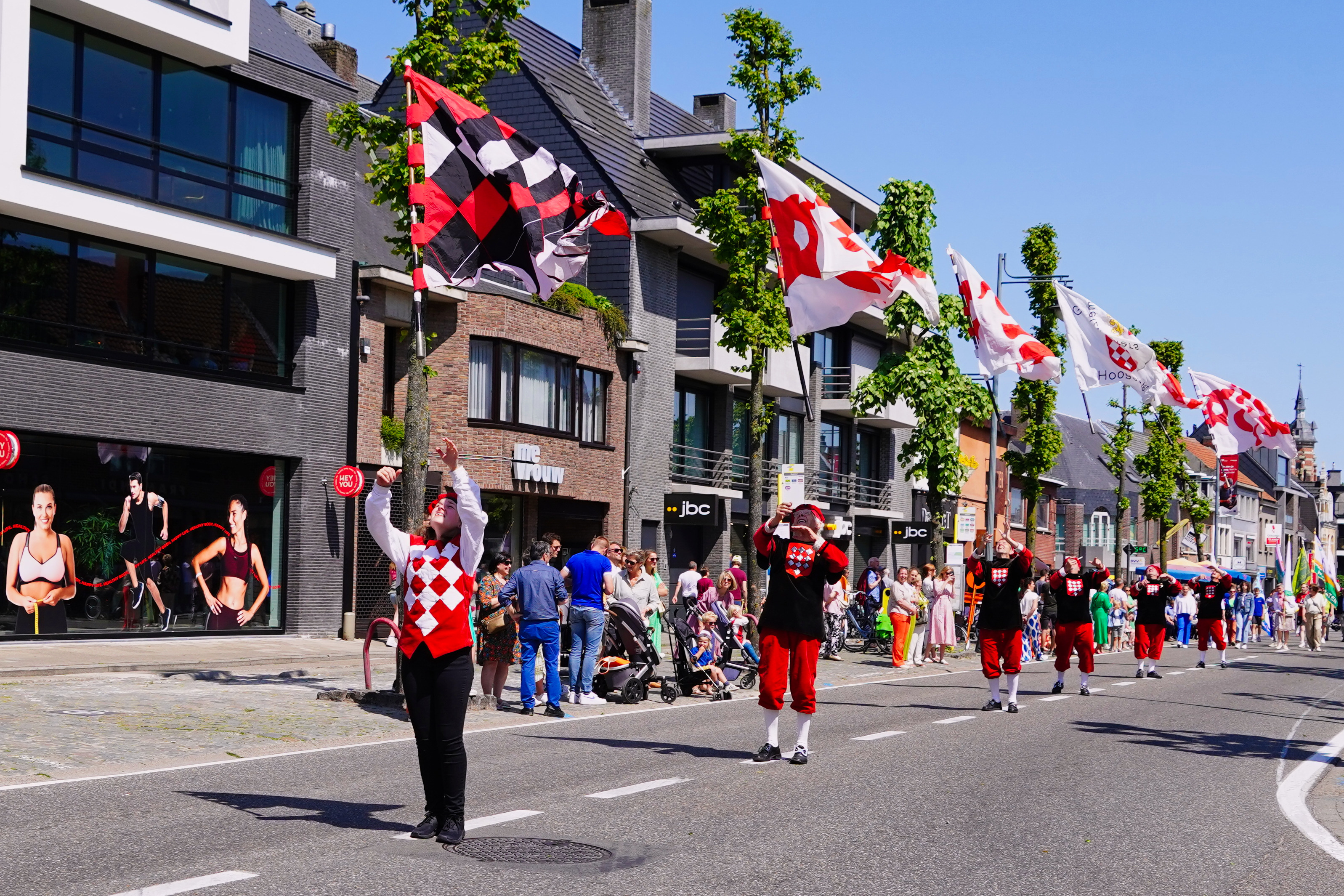
Gelmelzwaaiers Hoogstraten